# Brummen
Brummen là một đô thị và thị xã ở phía đông Hà Lan.

## Các trung tâm dân cư
Brummen, Eerbeek, Empe, Hall, Leuvenheim, Oeken, Tonden và Voorstonden.